# Cortelazor
Cortelazor – gmina w Hiszpanii, w prowincji Huelva, w Andaluzji, o powierzchni 39,92 km². W 2011 roku gmina liczyła 290 mieszkańców.